# Alexandrine von Schönerer

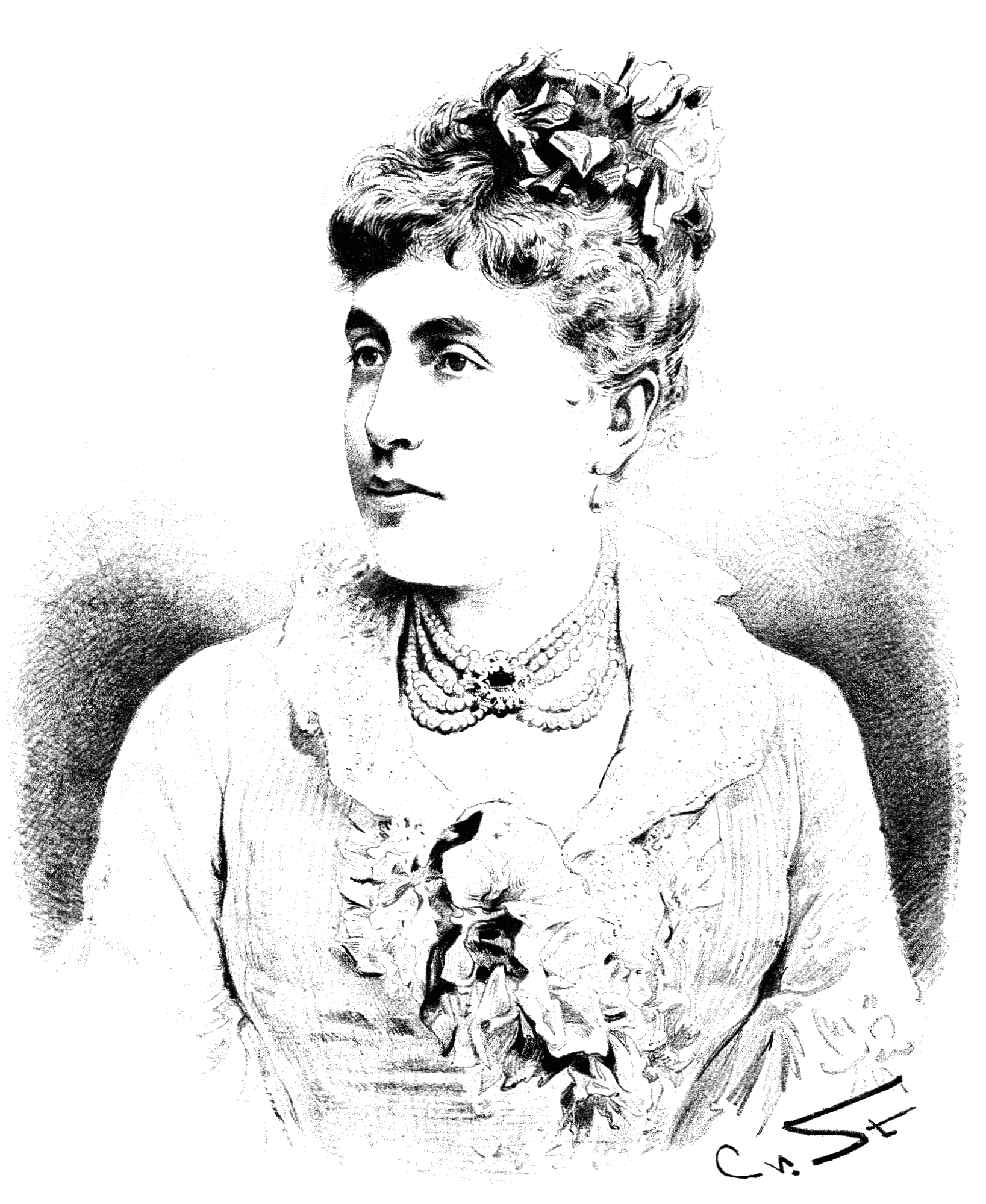
Fräulein von Schönerer nach Carl von Stur (Der Floh vom 29. Juni 1884)

Alexander Girardi und seine beiden Theaterdirektoren am Theater an der Wien: Alexandrine von Schönerer und Camillo Walzel

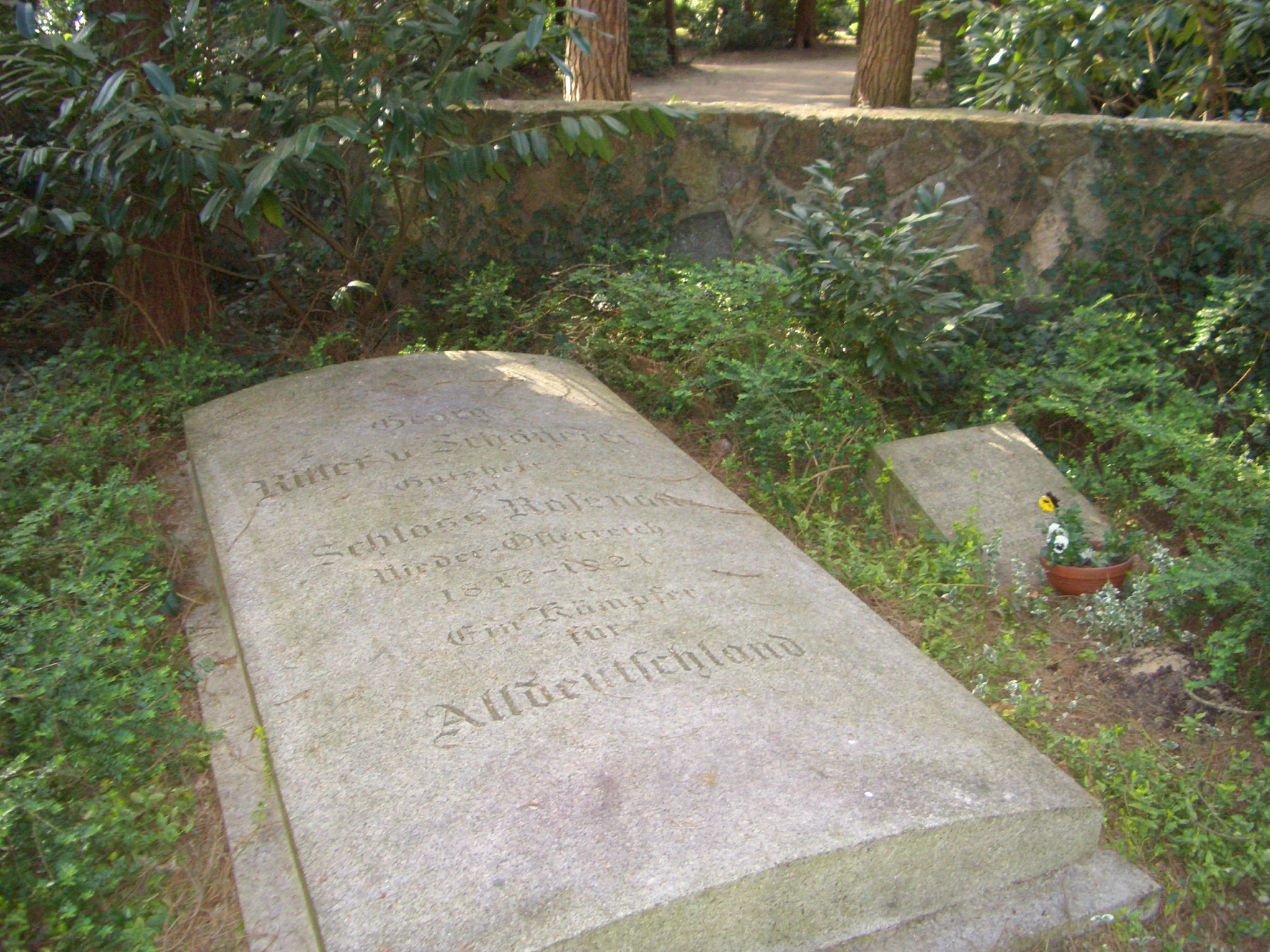
Grab Alexandrine von Schönerers (rechts) und ihres Bruders in Aumühle

Alexandrine Lucia von Schönerer (* 15. Juni 1850 in Wien; † 28. November 1919 ebenda) war eine österreichische Intendantin, Regisseurin, Schauspielerin und Theaterdirektorin.

## Leben
Alexandrine Schönerer wurde als Tochter des Eisenbahnunternehmers Mathias Schönerer (1807–1881) und dessen Ehefrau Marie Anna Antonia Rehmanns (1819–1884) geboren, sie hatte einen Bruder, Georg. Nachdem Mathias Schönerer 1860 von Kaiser Franz Joseph I. in den erblichen Ritterstand erhoben worden war, konnten sich auch seine Kinder dieses Titels bedienen.
Nachdem der 1884 zwischen Alexandrine von Schönerer und dem Librettisten Camillo Walzel abgeschlossene Pachtvertrag ausgelaufen war, leitete sie von 1889 bis 1905 als Direktorin das Theater an der Wien. Unter ihrer Leitung wurden etliche Opern uraufgeführt. Darunter in deutscher Sprache 1893 Die verkaufte Braut, 1897 Königskinder (Oper) und La Bohème.
Gemäß einer alten Abmachung zwischen Schönerer, dem Verleger Emil Berté, und den Librettisten Bernhard Buchbinder und Alfred Maria Willner komponierte Johann Strauss (Sohn) seine letzte Operette Die Göttin der Vernunft, ein französisches Revolutionslustspiel, das am 13. März 1897 uraufgeführt und 36 Mal in Folge aufgeführt worden ist.
Sie verkaufte am 17. März 1900 das Theater an Leon Dorer, Baron Emil Kubinsky und Josef Edler von Simon.
1898 wurde Schönerer unter anderen mit Johann Strauß, auf einem Bilderbogen von Theo Zasche (1862–1922) im Le Figaro, karikiert.
Sie distanzierte sich stets vom Antisemitismus ihres Bruders Georg von Schönerer. Dieser ließ ihre sterblichen Überreste in Aumühle im Sachsenwald bei Hamburg beisetzen, wo er 1922 auch selbst bestattet wurde.